# Luisia primulina
Luisia primulina är en orkidéart som beskrevs av C.S.P.Parish och Heinrich Gustav Reichenbach. Luisia primulina ingår i släktet Luisia och familjen orkidéer.
Artens utbredningsområde är Burma. Inga underarter finns listade i Catalogue of Life.